# Параплегія
Параплегія (Paraplegia) — параліч обох нижніх кінцівок. Спостерігається при компресійних та інфекційних мієлітах і менінгомієлітах, поліомієліті, розсіяному склерозі, травмах і пухлинах спинного мозку, церебральних ураженнях з двосторонніми вогнищами розм'якшення мозку, обумовлених атеросклерозом, артеріїтом та ін. Це захворювання вивчає неврологія — наука, про захворювання центральної та периферичної нервової системи, розробляє теорію і практику лікування неврологічних хворих.
Питаннями лікування параплегії займається відомий швейцарський лікар Гвідо Цех. Він став знаним на усю країну, коли заснував Швейцарський Центр Параплегіків у місті Нотвілі, де працював на посаді головного лікаря, директора та президента. Крім того, Гвідо Цех заснував Швейцарський Фонд Параплегіків, Швейцарський Центр параплегічних досліджень та Швейцарське Об'єднання Параплегіків як організацію самодопомоги хворих на ДЦП. Гвідо Цех відомий як автор концепту комплексної реабілітації хворих на ДЦП.
Мета Швейцарського Центру параплегічних досліджень, Нотвіль, (2002 р.) — надання комплексного клінічного обстеження пацієнтів у сфері параплегіології/реабілітації. Робота наукових співробітників центру присвячена пошуку засобів підвищити рівень життя хворих з ураженнями хребта. Міжнародно-орієнтовані дослідження включають такі сфери, як біомедицинські реабілітаційні технології, наука про реабілітацію, дослідження, пов'язані з доглядом хворих та вивчення уражень хребта.
Найпоширенішою патологією серед захворювань нервової системи серед дитячого населення є церебральний параліч. Нижня параплегія в 100 % випадків знижує рівень та якість життя хворих з церебральним паралічем, і, на думку науковців основним засобом соціалізації для цих хворих є фізична реабілітація. Відомо багато засобів фізичної реабілітації, що застосовуються при цьому захворюванні, але найменш дослідженим і відповідно впровадженим у практику є лікувальна верхова їзда. Лікувальна верхова їзда (райттерапія, іппотерапія) є однією з форм лікувальної фізкультури.
| симптом | Це незавершена стаття про симптом хвороби. Ви можете допомогти проєкту, виправивши або дописавши її. |